# Simone Koot
Simone Margareta Koot (* 12. November 1980 in Utrecht) ist eine ehemalige niederländische Wasserballspielerin. Sie gewann 2008 die olympische Goldmedaille und war Europameisterschaftsdritte 2010.

## Sportliche Karriere
Die 1,73 Meter große Simone Koot wurde mit der niederländischen Nationalmannschaft Neunte bei der Weltmeisterschaft 2001. Zwei Jahre später bei der Weltmeisterschaft 2003 in Barcelona schieden die Niederländerinnen erst im Viertelfinale nach Verlängerung und Fünf-Meter-Schießen gegen die Italienerinnen aus. Mit dem neunten Platz bei der Weltmeisterschaft 2007 verfehlte das Nationalteam den Einzug ins Viertelfinale. 
Im Jahr darauf bei den Olympischen Spielen in Peking belegten die Niederländerinnen in ihrer Vorrundengruppe den dritten Platz hinter den Ungarinnen und den Australierinnen. Mit einem 13:11 im Viertelfinale gegen Italien und einem 8:7 gegen die Ungarinnen erreichten die Niederländerinnen das Endspiel gegen die Mannschaft aus den Vereinigten Staaten. Mit einem 9:8 im Finale gewannen die Niederländerinnen die Goldmedaille. Simone Koot war in allen sechs Spielen dabei, erzielte aber keinen Treffer.
2010 bei der Europameisterschaft in Zagreb gewannen die Niederländerinnen ihre Vorrundengruppe. Nach einer 7:10-Niederlage gegen die Russinnen im Halbfinale siegten sie im Spiel um die Bronzemedaille mit 14:12 gegen Italien. 2011 wurde Koot noch einmal Siebte bei der Weltmeisterschaft in Shanghai. Die Niederländerinnen waren im Viertelfinale von den späteren Weltmeisterinnen aus Griechenland geschlagen worden.
Simone Koot wurde 2006 niederländische Meisterin mit dem Biltsche Zwemclub Brandenburg. 2009 wechselte sie zum GZC Donk nach Gouda, mit dem sie 2011 ihren zweiten Meistertitel gewann.